# Базавлук
Базавлу́к (устар. Бузулук, Безовлук; укр. Базавлук) — река на западе Днепропетровской области Украины, правый приток Днепра (впадает в Каховское водохранилище ниже Никополя). Длина — 157 км, площадь бассейна — 4200 км².

## Этимология
Есть несколько версий происхождения данного наименования. Некоторые исследователи выводят название от тюркских *bazuk, *buzuk (тур. bozuk), что значит «испорченный». Название образовалось с помощью тюркского форманта -luk.
Слово образовано от тюркского *buzaw (башк.быҙау, тат. бозау, каз. бұзау, тур. buzağı) — телёнок, *liq — аффикс принадлежности к чему либо.
Согласного иной версии слово образовано от тюркского *buz (башк. боҙ, тат. боҙ, каз. мұз, тур.buz, турк. buz) — лёд.
У этого термина существуют и другие значения, см. Бузулук.

## Описание
Долина трапециевидная, шириной до 2 км. Русло извилистое, правый берег на всем протяжении крутой, левый — в нижнем течении пологий. Ширина русла 8-10 м, глубина до 1,5 м. Уклон реки 1,3 м/км. Вскрывается в конце февраля, замерзает в декабре. Протекает в основном по густонаселённой распаханной степи, но есть места с высокими скалистыми берегами. В засушливые годы иногда пересыхает и перемерзает. Вода частично используется для орошения. Построено Шолоховское водохранилище. Высота истока — 150 м над уровнем моря.

## Расположение

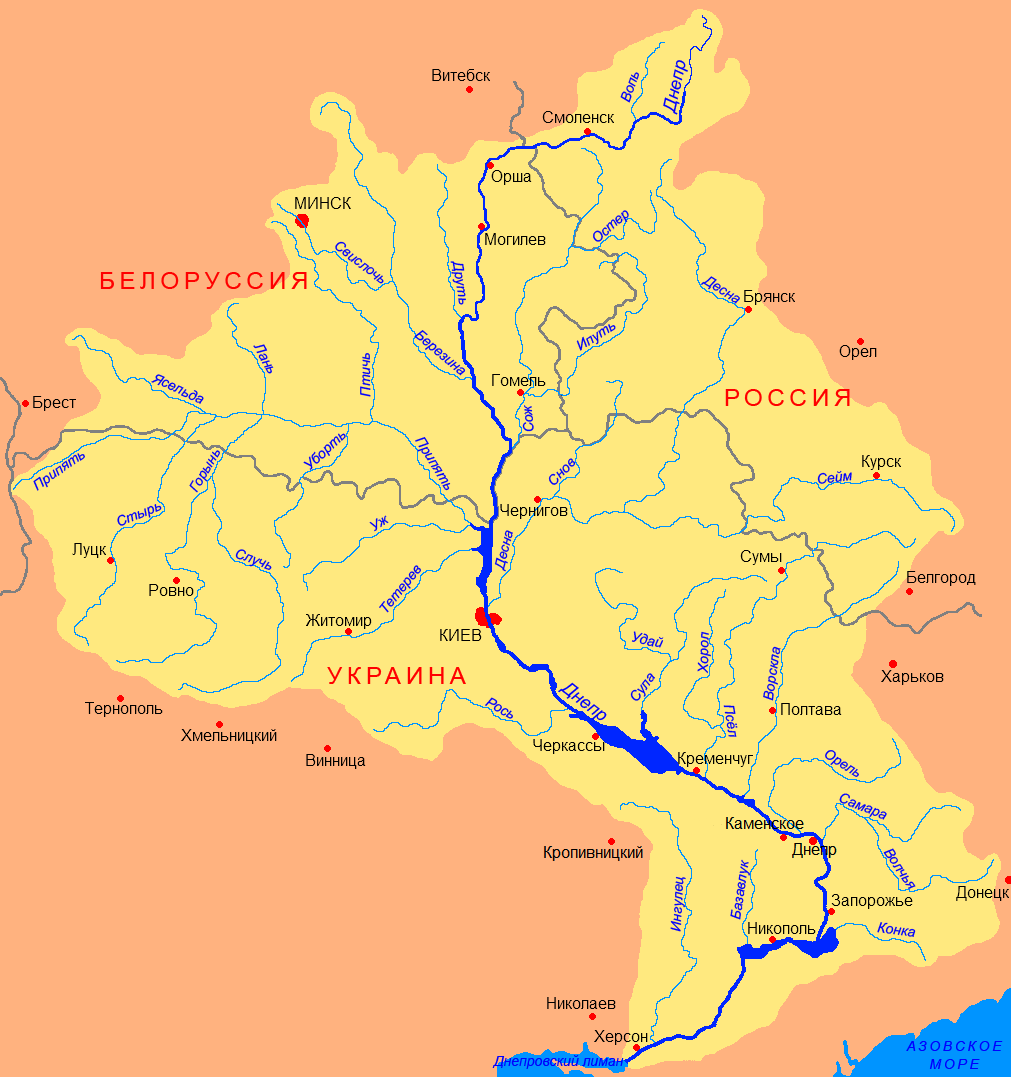
Бассейн Днепра

Базавлук берёт начало к юго-востоку от села Козодуб. Протекает преимущественно с севера на юг (частично на юго-запад) и впадает в Днепр (Каховское водохранилище) за 199 км от устья, восточнее села Грушевка.
Имеет 6 основных притоков, из них крупнейшие: Каменка (правый, 88 км), Солёная (левый, 56 км), Базавлучок (правый, 24 км). На реке Каменке — Токовский водопад.
На реке Базавлук расположен город Покров. Также в бассейне реки расположен Александропольский курган